# Werner Kaiser (Fußballspieler, 1943)

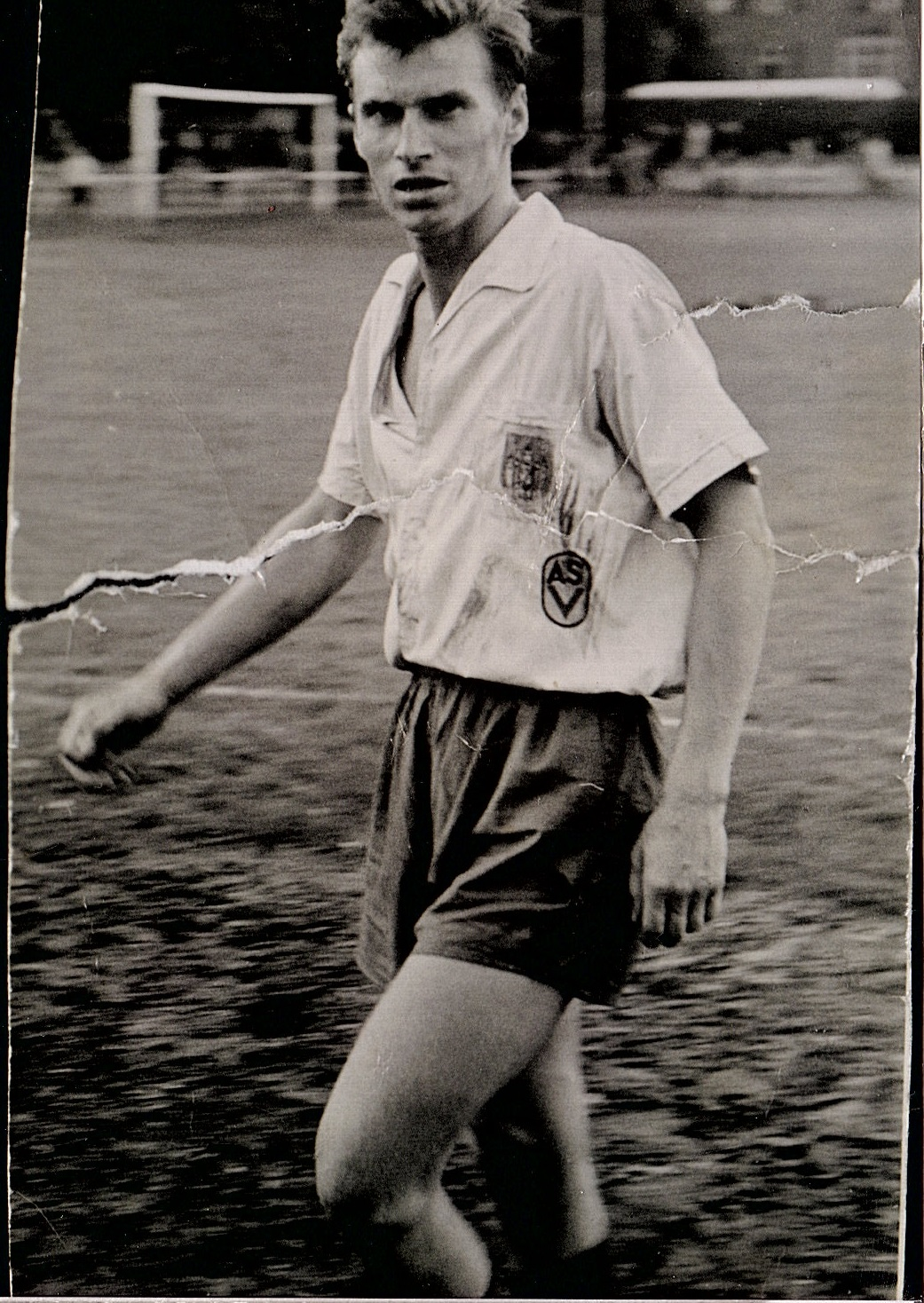
Werner Kaiser bei einem Fußballspiel beim ASV Vorwärts Meiningen in der Saison 1966/67

Werner Kaiser (* 18. Mai 1943) ist ein ehemaliger deutscher Fußballspieler, der von 1966 bis 1970 bei der Armeesportgemeinschaft (ASG) Vorwärts Meiningen Zweitligafußball im DDR-Fußballspielbetrieb bestritt.

## Sportliche Laufbahn
In der Saison 1961/62 spielte Werner Kaiser für die 1. Männermannschaft BSG Motor Köthen und wurde mit dieser Bezirksmeister Halle und stieg in die II. DDR-Liga auf. 1962/63 wurde er nach einem 2:1-Erfolg gegen Motor Dessau in die Bezirksligaauswahl Halle berufen. Im Jahr 1964 wurde er zum Fußballleistungskader des SC Chemie Halle delegiert. 1965 trat er der Armeesportgemeinschaft (ASG) Vorwärts im thüringischen Dermbach bei. Nachdem Werner Kaiser dort bis 1966 in der drittklassigen Bezirksliga Suhl gespielt hatte, wechselte er zur Saison 1966/67 zum zweitklassigen DDR-Ligisten Vorwärts in Meiningen. Dort war er für vier Spielzeiten Stammspieler im Angriff. Von den in diesem Zeitraum ausgetragenen 120 DDR-Liga-Spielen bestritt Kaiser 106 Begegnungen und gehörte in jeder Saison zu den erfolgreichsten Torschützen der Meininger. Insgesamt kam er auf 38 Punktspieltore. Nach seiner Entlassung aus der Nationalen Volksarmee schloss er sich 1970 dem Hallenser Bezirksligisten BSG Motor Köthen an. Dort beendete er schließlich auch seine aktive Laufbahn als Fußballspieler. Ab 1971 war er Trainer, unter anderem im Nachwuchsbereich und bei der 1. Männermannschaft des CFC Germania 03.